# Német ábécé
A mai német ábécé 26 betűből áll. Ebbe nem számítanak bele az umlautos, valamint az összetett betűk.
Az ábécében külön betűknek nem számítanak az umlautos (kétpontos) betűk (Ä, Ö, Ü), valamint a(z) ß („eszcett”, „scharfes S”; a magyarok gyakran „13-as sz”-nek mondják[forrás?]), ez utóbbi helyett általában SS-t írnak nagybetűként.
A betűk nevei: aa, bee, zee, dee, ee, eff, gee, haa, ie, jot, kaa, ell, emm, enn, oo, pee, kuu, err, ess, tee, uu, vau, wee, ix, ypsilon, zet

## Betűrend, elválasztás
Betűrendbe soroláskor (szótárakban; névsorok) nem számít, hogy a magánhangzó umlautos, vagy sem, hacsak a két szó közt nincs több különbség. Valamint ugyanilyen esetben az összetett betűk elemeikre bontandók.
A németben az elválasztás hasonlóan működik a magyarhoz, azzal a különbséggel, hogy nem bontjuk elemeire a „ch”, „qu”, „sch”, „ai”, „ay”, „ei”, „ey”, „au”, „äu”, „eu”, „ou”, „ie”, „ph”, „th”, „ts”, betűkapcsolatokat, amennyiben egy tőhöz tartoznak; valamint a „ck” és „tz” betűkapcsolatot elválasztáskor - hangzás szerinti - „k-k”-ra, ill. „z-z”-re bontjuk föl (pl.: Dek-ke, Kaz-ze).